# Список ботаников-систематиков/T

Список начинающихся на букву T обозначений имён ботаников, которые используются при цитировании научных (латинских) биноминальных названий растений.
Международный кодекс ботанической номенклатуры (МКБН) рекомендует в публикациях на ботанические темы, особенно если они касаются таксономии и номенклатуры, указывать авторов названий таксонов. Указание авторов названий таксонов следует выполнять в соответствии с правилами и советами, приведёнными в МКБН. В частности, в МКБН дана рекомендация использовать при цитировании авторов таксонов опубликованную в 1992 году книгу Браммита и Пауэлл Authors of plant names с уточнениями и дополнениями, соответствующими сведениям из баз данных International Plant Names Index и Index Fungorum.
Список обозначений содержит:
- стандартную форму обозначения,
- имя на русском языке (если известно),
- имя на родном языке персоны (или на английском),
- год рождения или годы жизни; в некоторых случаях дан год первой публикации (пометка fl.), в которой использовано данное обозначение.

## Список
- T.Anderson — Андерсон, Томас (ботаник) (англ. Thomas Anderson, 1832—1870)
- T.Baines — Thomas Baines, 1823—1895
- T.Bastard — Thom. Bastard, —1815
- T.C.Chang — Ting Chien Chang, fl. 1981
- T.Cooke — Theodore Cooke, 1836—1910
- T.D.Penn. — Terence Dale Pennington, 1938—
- T.Durand — Дюран, Теофиль Алексис (фр. Théophile Alexis Durand, 1855—1912)
- T.F.Forst. — Thomas Furley Forster, 1761—1825
- T.F.Patt. — Thomas F. Patterson, fl. 1996
- T.G.Hartley — Хартли, Томас Гордон (англ. Thomas Gordon Hartley, 1931—)
- T.G.Popova — Попова, Татьяна Григорьевна (1898—1982)
- T.Itô — Tokutarô Itô, 1868—1941[1]
- T.Knight — Найт, Томас (англ. Thomas Andrew Knight, 1759—1838)
- T.Lestib. — Thémistocle Gaspard Lestiboudois, 1797—1876
- T.Mey. — Мейер, Теодоро (исп. Teodoro Meyer, 1910—1972)
- T.Moore — Мур, Томас (англ. Thomas Moore, 1821—1887)[2]
- T.Miyake — Миякэ, Цутому (яп. 三宅 勉, англ. Tsutomu Miyake, 1880—1921)
- T.N.Lakh. — T.N. Lakhanpal, fl. 1968
- T.P.Lin — Tsan Piao Lin, fl. 1975
- T.R.Bradley — Ted Ray Bradley, 1940—
- T.S.Liu — Tang Shui (T'ang Jui; Rui; Shui) Liu, 1911—
- T.V.Egorova — Егорова, Татьяна Владимировна (1930—2007)[3]
- Tabern. — Якоб Теодор Табернемонтанус (нем. Jakob Dietrich Müller, лат. Tabernaemontanus, 1522—1590)[4]
- Takaki — Такаки, Нориво (Noriwo Takaki, 1915—2006)
- Takeda — Hisayoshi Takeda, 1883—1972
- Taken. — Makoto Takenouchi, 1894—
- Takht. — Тахтаджян, Армен Леонович (1910—2009)
- Talavera — Salvador Talavera Lozano, 1945—
- Taliev — Талиев, Валерий Иванович (1872—1932)
- Tamamsch. — Тамамшян, Софья Георгиевна (1900—1981)
- Tamura — Michio Tamura, 1927—2007
- Tanfil. — Танфильев, Гавриил Иванович (1857—1928)
- Tang — кит. 唐进, wikispecies:Tsin Tang, 1897—1984
- Tärnström — Тэрнстрём, Кристофер (швед. Christoffer Tärnström, 1711—1746)
- Tat. — Татаринов, Александр Алексеевич (1817—1886)
- Tate — Тэйт, Ральф (англ. Ralph Tate, 1840—1901)
- Tatew. — Татеваки, Мисао (яп. 館脇 操, англ. Misao Tatewaki, 1899—1976)
- Taub. — Тауберт, Пауль Герман Вильгельм (нем. Paul Hermann Wilhelm Taubert, 1862—1897)
- Tausch — Тауш, Игнац Фридрих (Тауш, Игнац Фридрих, 1793—1848)
- Tavel — (Rudolf) Franz von Tavel, 1863—1941
- Tebbs — Margaret C. Tebbs, 1948—
- Teijsm. — Тейсманн, Йоханнес Элиас (нидерл. Johannes Elias Teijsmann, 1809—1882)
- Ten. — Теноре, Микеле (итал. Michele Tenore, 1780—1861)
- Teusch. — Heinrich (Henry) Teuscher, 1891—1984
- Th.Wolf — Вольф, Франц Теодор (нем. Franz Theodor Wolf, 1841—1924)
- Thaxt. — Тэкстер, Роланд (англ. Roland Thaxter, 1858—1932)
- Thell. — Теллунг, Альберт (нем. Albert Thellung, 1881—1928)
- Therese — Тереза Баварская (нем. Prinzessin Therese Charlotte Marianne Auguste von Bayern, 1850—1925)
- Thomé — Томе, Отто Вильгельм (нем. Otto Wilhelm Thomé, 1840—1925)
- Thomson — Томсон, Томас (англ. Thomas Thomson, 1817—1878)[5]
- Thonn. — Тоннинг, Петер (дат. Peter Thonning, 1775—1848)
- Thorel — Clovis Thorel, 1833—1911
- Thorne — Торн, Роберт Фолджер (англ. Robert Folger Thorne, 1920—2015)
- Thouars — Дю Пети-Туар, Луи Мари Обер (фр. Louis Marie Aubert Du Petit-Thouars, 1758—1831)[6]
- Thouin — Туэн, Андре (Туэн, Андре, 1746—1824)
- Thuill. — Тюилье, Жан Луи (фр. Jean Louis Thuillier, 1757—1822)
- Thumanjan — Туманян, Михаил Галустович (арм. Թումանյան Միքայել Գալուստի, 1886—1950)
- Thunb. — Тунберг, Карл Петер (швед. Carl Peter Thunberg, 1743—1828)
- Thwaites — Твейтс, Джордж Генри Кендрик (англ. George Henry Kendrick Thwaites, 1812—1882)
- Tiegh. — Тиегхам, Филипп Эдуард Леон ван (фр. Philippe Édouard Léon Van Tieghem, 1839—1914)
- Tiling — es:Heinrich Sylvester Theodor Tiling, 1818—1871
- Tillandz — Тилландс, Элиас (швед. Elias Erici Tillandz, 1640—1693)[4]
- Tilli — Тилли, Микеланджело (итал. Michelangelo Tilli, 1655—1740)[4]
- Timm — Тимм, Йоахим Кристиан (нем. Joachim Christian Timm, 1734—1805)
- Tirveng. — Deva D. Tirvengadum, fl. 1986
- Tischer — Arthur Tischer, 1895—2000
- Tod. — Тодаро, Агостино (Тодаро, Агостино, 1818—1892)[7]
- Toelken — wikispecies:Helmut Richard Toelken, 1939—[8]
- Tolm. — Толмачёв, Александр Иннокентьевич (1903—1971)
- Tomb — Andrew Spencer Tomb, 1943—
- Toml. — Томлинсон, Филип Барри (англ. Philip Barry Tomlinson, 1932—)
- Torén — Торен, Улоф (швед. Olof Torén, 1718—1753)
- Torr. — Торри, Джон (англ. John Torrey, 1796—1873)
- Torre — wikispecies:Antonio Rocha da Torre, 1904—
- Tourn. — Питтон де Турнефор, Жозеф (фр. Joseph Pitton de Tournefort, 1656—1708)[4]
- Trab. — Трабю, Луи Шарль (фр. Louis Charles Trabut, 1853—1929)
- Trad. — Традескант, Джон, младший (Традескант, Джон (младший), 1608—1682)[4]
- Tranzschel — Траншель, Владимир Андреевич (1868—1942)
- Tratt. — Тратинник, Леопольд (нем. Leopold Trattinnick, 1764—1849)
- Traub — Троб, Гамильтон Пол (англ. Hamilton Paul Traub, 1890—1983)
- Trautv. — Траутфеттер, Рудольф Эрнестович (Ernst Rudolf von Trautvetter, 1809—1889)
- Trel. — Трелис, Уильям (англ. William Trelease, 1857—1945)
- Trevir. — Тревиранус, Лудольф Кристиан (нем. Ludolph Christian Treviranus, 1779—1864)
- Trew — Трев, Кристоф Якоб (нем. Christoph Jakob Trew, 1695—1769)
- Triana — Триана, Хосе Херонимо (исп. José Jerónimo Triana, 1834—1890)
- Trin. — Триниус, Карл Бернхард (рус. Карл Антонович Триниус, нем. Carl Bernhard von Trinius, 1778—1844)
- Trueblood — Ellen Trueblood, fl. 1972
- Tschermak — Чермак-Зейзенегг, Эрих (нем. Erich Tschermak-Seysenegg, 1871—1962)[9]
- Tschern. — S.S. Tschernetzkaja, fl. 1929
- Tscherneva — Чернева, Ольга Владимировна (1929—)
- Tsitsin — Цицин, Николай Васильевич (1898—1980)
- Tswett — Цвет, Михаил Семёнович (1872—1919)
- Tuck. — Такерман, Эдвард (Такерман, Эдвард, 1817—1886)
- Tul. — Тюлан, Луи Рене (фр. Edmond Tulasne, 1815—1885)
- Turcz. — Турчанинов, Николай Степанович (1796—1864)
- Turra — Турра, Антонио (итал. Antonio Turra, 1730—1796)
- Turrill — Тёррилл, Уильям Бертрам (англ. William Bertram Turrill, 1890—1961)[10]
- Tutcher — William James Tutcher, 1867—1920
- Tuyama — Takasi Tuyama, 1910—2000
- Tuzson — Тужон, Янош (венг. Tuzson János, 1870—1943)
- Tzvelev — Цвелёв, Николай Николаевич (1925—2015)

### Комментарии
1. ↑  Вариант записи обозначения: T.Itо
2. ↑  В советское время применяли сокращение Moore, которое теперь указывает на учёного David Moore, 1808—1879
3. ↑  Встречается также сокращение Egor.
4. 1 2 3 4 5  Долиннеевский ботаник. Названия, опубликованные им до 1 мая 1753 года, не считаются действительно опубликованными с точки зрения Международного кодекса ботанической номенклатуры, в связи с чем в современной научной литературе это обозначение практически не встречается.
5. ↑  Устаревшее обозначение автора: Thoms.
6. ↑  Другой вариант обозначения: Thou.
7. ↑  Ранее использовалось сокращение: Todaro
8. ↑  Вариант записи обозначения: Tölken
9. ↑  Вариант записи обозначения: Tscherm.
10. ↑  Устаревшее обозначение автора: Turr.